# Рухолах Хомейни
Сейид Рухола Мостафави Мусави Хомейни (на персийски: سيد روح الله مصطفوی موسوی خمینی) e ирански религиозен духовник, държавник и политически деец, велик аятолах, лидер на ислямската революция от 1979 г. в Иран. Върховен водач на Иран от 1979 до 1989 г.

## Личност
Хомейни е обявен за аятолах през 1950 г. Поради критиките му към режима и заради участието му в бунт през 1963 г. е принуден да напусне страната. Първоначално пребивава в Турция, а по-късно в Наджаф (Ирак). До 1978 г. остава в Ирак, където организира опозицията. Принуден е от Саддам Хюсеин да напусне страната, поради което се установява във Франция.
От Париж се връща на 1 февруари 1979 г. поради революцията в Иран. 11 дни по-късно той поема властта и обявява Иран за ислямска република.
Още през първата година Хомейни налага строги религиозни порядки в иранското общество. Левите и монархистичните групи са преследвани и принуждавани да емигрират, a либералните религиозни групи са силно ограничавани. При налагане на своята власт Хомейни разчита на паравоенни милиции.
В края на 80-те години Хомейни издава фетва срещу автора на романа „Сатанински строфи“ Салман Рушди.

## Биография

### Младост и началото на политическата борба
Рухола Хомейни е роден в семейството на шиитския духовник Мустафа Мусави, потомък на шиитски имам. Още в ранна детска възраст Рухола губи баща си, който е убит от наемник от династията Шах, която управлява страната по това време (според друга, по-правдоподобна версия, Мустафа Хомейни е убит в схватка с други земевладелци в битка по време на разделянето на реколтата), а майка му Хаджар Ага Ханум умира, когато той е на 15 години. Хомейни учи в местни религиозни училища в Арак, а след това в Кум, където на 23-годишна възраст получава титлата муджтахид, която му дава право да преподава. Още тогава Хомейни започва политическата борба срещу светския режим на шаховете от династията Пахлави, за което до средата на 30-те години той губи правото си да чете лекции по ислямско право и философия в Кум. На 27-годишна възраст Хомейни се жени за дъщерята на аятолах Сагафи Хадиджа Сагафи. Заедно с Хадиджа Хомейни се премества в Кум и организира свое собствено медресе, което бързо събира кръг от ученици, посветени на Хомейни. Тайната преподавателска дейност на Хомейни и писането на произведения, значими за ислямската вяра, значително повишават духовния авторитет на Хомейни и в края на 50-те години той получава титлата „аятолах“ – най-високата духовна титла в шиитския ислям.

### Първи победи
През 1962 г. Хомейни ръководи стачка на духовенството, която принуждава правителството на Асадола Алам да се откаже от законопроекта за регионалните и местните общества, а през януари 1963 г. Рухола призова за бойкот на референдума на шаха за реформи (т.нар. „Бяла революция“), с аргумента, че не отговаря на ислямските принципи, норми и на Конституцията на страната.
Мащабните демонстрации в подкрепа на имама, започнали в страната, са потушени от полицията. На 26 януари 1963 г. е проведен референдум и имам Хомейни е арестуван и отведен в Техеран, където прекарва 2 месеца в затвора. След референдума и провъзгласяването на курс на реформи, Хомейни нарича „Бялата революция“ черна и заявява в открития си манифест:
| „ | Виждам решението в свалянето на това правителство за нарушаване на заветите на исляма... О, Господи, ще доведа [въпроса] докрай! И ако остана жив, с Божията помощ със сигурност ще изпълня своя дълг. | “ |

В средата на март 1963 г., в навечерието на иранската Нова година, Хомейни призовава иранците да изоставят всякакви празненства и да излязат по улиците с политически лозунги. Шахът нарежда демонстрантите да бъдат разпръснати. На 22 март е извършено въоръжено нападение от агенти на шахската тайна полиция САВАК в медресето Февзие в Кум, чийто ръководител е Хомейни. В резултат на това един ученик загива.
Обръщайки се към шаха, Хомейни го нарича „доверен представител на Израел“ и призовава хората „да се надигнат и да отхвърлят тиранията“. В прочутото си изявление от 2 април 1963 г., озаглавено „Любовта към шаха е снизхождение към ограбването на народа“, аятолахът добавя:
| „ | Готов съм сърцето ми да бъде пронизано от щиковете на вашите агенти, но никога няма да се подчиня на вашите несправедливи искания или да се преклоня пред вашата жестокост. | “ |

На 3 юни 1963 г. Хомейни, говорейки в училището Февзийе в Кум, остро осъжда политиката на шаха и го призовава да промени курса си. В отговор на това на 5 юни 1963 г. полицията на шаха арестува аятолаха и го премества в Техеран под домашен арест. Арестът довежда до масови протести, а около 400 протестиращи загиват по време на бруталното потушаване на демонстрациите. Едва през август аятолахът е освободен от ареста.

### Експулсиране от страната
През октомври 1964 г. Хомейни отново е арестуван и заточен в Турция за денонсиране на закона за специалния статут на американските граждани в Иран (т.нар. „Акт за предаване“). От Турция Хомейни се мести първо в свещения шиитски град Наджаф в Ирак, а през 1978 г. в Париж, където продължава борбата си срещу режима на шаха.
В обръщенията си Хомейни призовава за свалянето на режима на шаха и създаването на теократична държава под опеката на духовенството. Хомейни е пламенен противник на режима на шаха и неговото правителство, като той има силен неприязън към Израел, САЩ и СССР. На едно от събранията на духовенството в Кум той заявява, че „Америка е по-лоша от Англия, Англия е по-лоша от Съветския съюз, а Съветите са по-лоши и от двете! Но сега Америка е въплъщение на цялата мерзост. Нека президентът на САЩ знае, че нашият народ го мрази повече от всеки друг... Всичките ни беди идват от Америка и от Израел. Ислямските народи мразят чужденците като цяло и особено американците и руснаците. Америка е тази, която подкрепя Израел и неговите поддръжници. Америка е тази, която въоръжава Израел, за да остави арабите без дом“.
Докато е в изгнание, Хомейни получава подкрепа от редица лидери на страни в региона, които са враждебно насочени към режима на шаха, главно поради неговата прозападна политика. Сред тях е сирийският президент Хафез ал-Асад, който започва да подкрепя Хомейни през 1973 г. Сирия и Организацията за освобождение на Палестина (ООП) също участват в обучението на ирански леви партизански организации. Идеологиите на тези групи са повлияни от арабските радикали. Организацията на Хомейни получава пари и обучение, а близките помощници на Хомейни, като Садек Готбзаде, получават сирийски паспорти.
В края на 60-те години съюзникът на Хомейни Сейед Муса Садр се съгласява да предостави ливански тренировъчни лагери и убежища за последователите на Хомейни. Муса Садр преди това е работил за разузнавателната служба на шаха САВАК, но по-късно той се обръща срещу шаха и се присъединява към Хомейни. Муса Садр и Хомейни допринасят за укрепването на режима на Хафез ал-Асад в началото на 70-те години. 

### Революцията от 1979 г.
Мистериозната смърт на сина на имам Мостафа Хомейни и обидната статия, адресирана до аятолаха, предизвикват толкова широк резонанс в Иран, че значителна част от населението на страната започва демонстрации, а повечето предприятия от петролната индустрия започват стачка. В резултат на това режимът на шаха успява да се задържи малко повече от месец: през януари 1979 г. шахът и семейството му напускат страната завинаги, а на 1 февруари 1979 г. Хомейни заедно с група свои поддръжници се завръща в Иран.
На 11 февруари войските, контролирани от шаха, спират съпротивата. На 14 февруари Националният фронт под ръководството на аятолах Хомейни сформира правителство, а абсолютното мнозинство от участниците в мартенския референдум подкрепят създаването на Ислямска република Иран.

### Политика през 1979 – 1989 г.
С указ на Хомейни е създаден „Корпусът на гвардейците на ислямската революция“, разработена и приета е нова конституция на републиката, която му предоставя върховната власт като „висш духовен ръководител“. В страната е създаден мощен апарат за сигурност и са въведени ислямски закони: пълна ислямизация на всички аспекти на обществото – политика, икономика и култура. На жените е забранено да носят дрехи, които не са предназначени за мюсюлманки. Въведена е система на ислямско правосъдие, основана на разпоредбите на Корана и шериата. Започва борба за потискане на лявата опозиция и организациите на националните малцинства. Ислямският революционен съд, председателстван от „висящия съдия” Садек Халхали, се превръща в инструмент за масова политическа репресия.
На 4 ноември 1979 г. привържениците на аятолах Хомейни превземат посолството на САЩ в Техеран, настоявайки бившият ирански шах Мохамед Реза Пахлави, намерил убежище в САЩ, да бъде върнат в страната за репресии. Въпреки всички усилия на администрацията на САЩ, включително опит за освобождаване с въоръжени средства, 52-мата американски заложници са освободени от иранците само 444 дни по-късно, а именно на 20 януари 1981 г., след смъртта на шаха и в резултат на споразумения между САЩ и Иран.
Базиран в Кум, аятолахът лично ръководи политиката на страната, като назначава по свое усмотрение членове на Съвета за наблюдение на прилагането на конституцията. Ирано-иракската война допълнително обединява привържениците на Хомейни, въпреки че в крайна сметка Иран е принуден да подпише Резолюция 598 на Съвета за сигурност на ООН за прекратяване на огъня през юли 1987 г. и да се съгласи с условията на мирен договор, който отчита интересите на Ирак доколкото това е възможно. На 18 юли 1987 г. той заявява:
| „ | Да направиш това е по-болезнено, отколкото да изпиеш чаша отрова. Аз обаче се поверявам на волята на Аллах и пия тази чаша в името на изпълнението на волята на Всевишния. | “ |

### Последни години
След масивен инфаркт през 1989 г. Хомейни се установява със семейството си в предградията на Техеран. На 23 май той претърпява операция за спиране на кървене в храносмилателната система, но умира на 3 юни в резултат на инфаркт, оставяйки завещание от 23 страници, което е прочетено на спешна среща на иранското ръководство на 4 юни. В страната е обявен 40-дневен траур. На 5 юни в Техеран се състои погребална церемония. В същото време при блъсканицата, разразила се на площад Джамаран, загиват няколко души, а около 500 бяха ранени.
На 6 юни Хомейни е погребан в мавзолей, разположен на 8 km южно от Техеран и на 25 km от международното летище Имам Хомейни, близо до военното гробище Бехеш-Захра. Градовете Хомейнишахр в провинция Исфахан и Бандар Хомейни в Хузестан носят името на аятолаха.
Погребан е в гробището Бехище-Захра. На погребението му присъстват около 10 милиона души (около една шеста от населението на Иран по това време), което е отбелязано в Книгата на рекордите на Гинес като най-голямото по това време.